# 5 por Infinito
5 por infinito fue una serie de historietas creada por Esteban Maroto, con la colaboración inicial del resto de dibujantes del grupo de la Floresta, en 1967.

## Creación y trayectoria editorial
5 por infinito surgió de la idea de Esteban Maroto de realizar un cómic de ciencia ficción, tras haber leído El signo del perro de Jean Hougron.
 Recibió el apoyo del guionista Manuel Yáñez, quien creía que podía ser vendida a un editor alemán. Obtenido el apoyo económico de Selecciones Ilustradas, el grupo de la Floresta se repartió el trabajo de la siguiente forma:
- Esteban Maroto, guion y boceto a lápiz;
- Ramón Torrents, figuras femeninas;
- Adolfo Usero, figuras masculinas, y
- Suso Peña, fondos.

Terminaron así la primera aventura, titulada Miedo, en septiembre de 1967, y todavía produjeron juntos otras dos, Asteroide pirata y 5 x infinito.
El cuarto episodio es sólo de Usero y Maroto y a partir del siguiente Maroto se encarga en solitario de la obra.
A mediados de 1969 ya se había vendido y editado en Alemania, Argentina, Chile, España, Francia, Hungría, México, Portugal y Yugoslavia.
En España fue editada por Ibero Mundial en la revista "Delta 99", por Buru Lan en "Drácula" (núm. 1 a 24) y en 4 recopilatorios. Ediciones Ursus también la publicó aunque sólo llegó a la 6.ª aventura.
En 2011, Glénat España la reeditó en un tomo recopilatorio.
En Argentina fue publicado dentro de la revista D'artagnan.
En México como Legionarios del Espacio (12 números y mismas portadas que Ibero Mundial) por Editora de Periódicos La Prensa S.C.L..
En Chile dentro de la revista 5xInfinito, más tarde convertida en Infinito, por Editorial Zig-Zag y Editora Nacional Quimantú.
En Estados Unidos tuvo edición por Continuity Comics en 1984 con el nombre Zero Patrol, fuertemente retocada por Neal Adams.

## Argumento
La serie está protagonizada por un grupo de cinco terrestres:
- Aline
- Altar
- Hidra
- Orión, y
- Sirio.

Fueron reclutados por el extraterrestre Infinito para ayudarle.